# آرثر مود
آرثر مود (بالإنجليزية: Arthur Maude)‏ هو كاتب سيناريو ومخرج وممثل بريطاني (وحمل سابقاً جنسية المملكة المتحدة لبريطانيا العظمى وأيرلندا)، ولد في 23 يوليو 1880 في المملكة المتحدة، وتوفي بنفس المكان في 9 يناير 1950 بسبب نوبة قلبية.

## وصلات خارجية
- آرثر مود على موقع IMDb (الإنجليزية)
- آرثر مود على موقع ألو سيني (الفرنسية)
- آرثر مود على موقع أول موفي (الإنجليزية)
- آرثر مود على موقع قاعدة بيانات الأفلام السويدية (السويدية)
- آرثر مود على موقع قاعدة بيانات الفيلم (الإنجليزية)
- آرثر مود على موقع كينوبويسك (الروسية)